# Pholidoscelis polops
Espèce
Synonymes
- Ameiva polops Cope, 1863
- Ameiva oerstedii Reinhardt & Lütken, 1863

Statut de conservation UICN

 EN  : En danger
Pholidoscelis polops est une espèce de sauriens de la famille des Teiidae.

## Répartition
Cette espèce est endémique de Sainte-Croix aux îles Vierges des États-Unis.

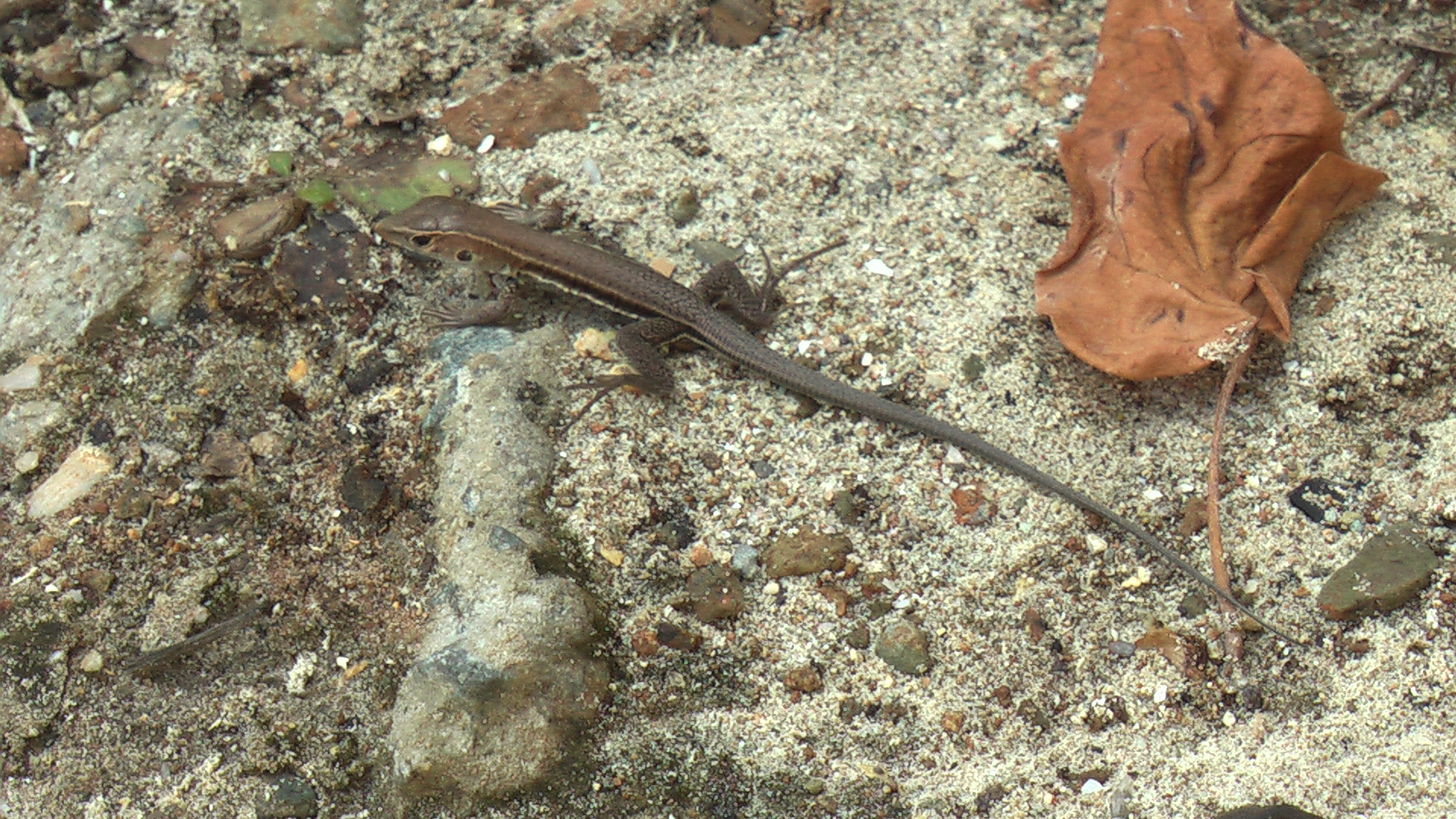
Pholidoscelis polops

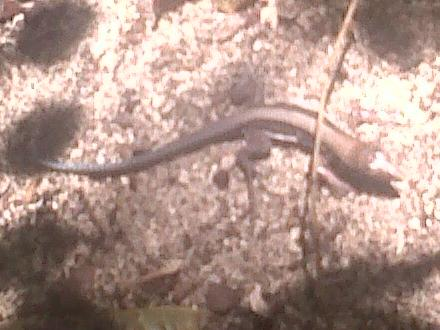
Pholidoscelis polops

## Publication originale
- Cope, 1863 "1862"  : Synopsis of the species of Holcosus and Ameiva, with diagnoses of new West Indian and South American Colubridae. Proceedings of the Academy of Natural Sciences of Philadelphia, vol. 14, p. 60-82 (texte intégral).